# Connarus venezuelanus
Connarus venezuelanus är en tvåhjärtbladig växtart som beskrevs av Henri Ernest Baillon. Connarus venezuelanus ingår i släktet Connarus och familjen Connaraceae. Utöver nominatformen finns också underarten C. v. orinocensis.